# Deacikove, Dîkanka
Deacikove (în ucraineană Дячкове) este un sat în comuna Ceapaievka din raionul Dîkanka, regiunea Poltava, Ucraina.

## Demografie
Componența lingvistică a localității Deacikove
     Ucraineană (92,59%)
     Rusă (7,41%)
Conform recensământului din 2001, majoritatea populației localității Deacikove era vorbitoare de ucraineană (92,59%), existând în minoritate și vorbitori de rusă (7,41%).